# Mellowdrone
Mellowdrone es el nombre del proyecto del músico Jonathan Bates basado en Los Ángeles, California y complementado actualmente por el guitarrista Tony Dematteo, y el baterista Brian Borg. El estilo musical de Mellowdrone ha variado a través de los años revolviéndose alrededor del rock pop. 
La música de Mellowdrone ha sido utilizada como banda sonora en varios shows televisivos (Cane, Six Feet Under, Project Runway), juegos de consola (Driv3r, FIFA 2007) y anuncios comerciales (Nissan Maxima) en los Estados Unidos.

## Discografía
- ...Boredom never sounded so sweet (EP) (1999)
- Glassblower (EP) (2001)
- A demonstration of intellectual property (EP) (2003)
- Go get'em Tiger (EP) (2004)
- Box (2006)
- C'mon and try (2004)